# Önder Karaveli
Önder Karaveli (Istanbul, 26 marzo 1974) è un allenatore di calcio, dirigente sportivo ed ex calciatore turco, di ruolo centrocampista, tecnico dell'Adanaspor.

## Carriera

### Allenatore
Il 9 dicembre 2021 diventa allenatore ad interim del Beşiktaş, in sostituzione del dimissionario Sergen Yalçın; dopo aver vinto la Supercoppa turca, il 13 gennaio 2022 viene confermato come tecnico della prima squadra. Il 25 marzo seguente lascia l'incarico, tornando a dirigere il settore giovanile del club bianconero; il 27 settembre viene nominato nuovo tecnico dell'Adanaspor, al posto di Mustafa Kaplan.

## Palmarès

### Allenatore

#### Competizioni nazionali
- Supercoppa di Turchia: 1

Beşiktaş: 2021